# Nu sticker vi
Nu sticker vi (franska: La Carapate) är en fransk komedifilm från 1978 i regi av Gérard Oury och med Pierre Richard och Victor Lanoux i huvudrollerna. Handlingen till filmen utspelar sig under Majrevolten i Frankrike i maj 1968.

## Rollista
- Pierre Richard ... Maître Jean-Philippe Duroc, ultravänster advokat till Martial Gaulard
- Victor Lanoux ... Martial Gaulard, den tilltalade, fascistiska och anti-soixante-huitard
- Raymond Bussières ... Marcel Duroc, faren till Jean-Philippe
- Jean-Pierre Darras ... Jacques Panivaux, den borgerliga
- Yvonne Gaudeau ... Gisèle Panivaux, den borgerliga
- Jacques Frantz ... Rocheteau
- Claire Richard ... Blanche Hirondelle "Bach Yen", den vietnamesiska fästmö till Gaulard
- Blanche Ravalec ... Marguerite
- Claude Brosset ... Gustave
- Bernard Granger ... Jeannot
- Éric Desmaretz ... bedöma
- Katia Tchenko ... prostitueraden
- Bruno Balp ... Gaston Buteau
- Janine Souchon ... Josette Buteau
- Christian Bouillette ... Dupuis
- Alain Doutey ... inspektören
- Robert Dalban ... ägaren till bistron
- Henri Poirier ... polis

## Om filmen
- Filmen spelades in i Paris, Versailles, Dijon i departementet Côte-d'Or, Lyon i departementet Rhône, och Auxerre i departementet Yonne.
- Filmen släpptes 10 år efter revolten i maj 1968 i Frankrike.